# آقوان مکرتچیان
آقوان وارازداتی مکرتچیان (ارمنی: Աղվան Վարազդատի Մկրտչյան؛ زادهٔ ۲۷ فوریهٔ ۱۹۸۱ در ایروان) یک بازیکن فوتبال در پست هافبک، مدافع اهل ارمنستان است.

## باشگاهی
از باشگاه‌هایی که در آن بازی کرده‌است می‌توان به اربونی، دوین آرتاشات، آرارات ایروان، پیونیک، باشگاه فوتبال برق شیراز، گومل و میکا اشاره کرد.

## تیم ملی
وی همچنین در تیم ملی فوتبال ارمنستان بازی کرده‌است. مکرتچیان نخستین بازی ملی خود که یک بازی دوستانه بود را در تاریخ ۷ ژوئن ۲۰۰۲ در آندورا لا ولا در مقابل آندورا انجام داده‌است